# Делео, Роберт
Роберт Эмиль Делео (родился 2 февраля 1966 года в Монтклэр, Нью-Джерси) — американский бас-гитарист и автор песен, участник рок-группы Stone Temple Pilots. Также играл в Talk Show и Army of Anyone. Роберт является младшим братом Дина Делео, гитариста Stone Temple Pilots.

## Stone Temple Pilots (1986—2003, 2008-настоящее время)
В 1986 году Роберт повстречал Скотта Уайланда на концерте Black Flag в Лонг-Бич. Вскоре они поняли, что оба знакомы с одной женщиной, переехавшей в Техас. Её квартира в Сан-Диего пустовала, и Делео с Уайландом переехали туда, решив собрать рок-группу. Они познакомились с Эриком Кретцом, а Роберт уговорил своего старшего брата Дина стать гитаристом группы. Группу назвали Mighty Joe Young. Сыграв множество концертов в клубах по всему Лос-Анджелесу, Mighty Joe Young приобрели небольшую популярность и в 1992 году заключили контракт с Atlantic Records. Однако, имя Mighty Joe Young уже было занято. Поэтому группу переименовали в Stone Temple Pilots (по словам Уайланда, это название не означает ничего особенного).
Stone Temple Pilots стала одной из самых успешных групп 1990-х годов. Роберту приписывают бо́льшую часть музыкальной составляющей песен группы, в том числе музыку из знаменитых Plush и Interstate Love Song. И, хотя продажи альбомов группы превысили 30 миллионов, Stone Temple Pilots распалась в 2003 году из-за проблем Уайланда с наркотиками.
Stone Temple Pilots воссоединилась в начале 2008 года и выпустила свой одноимённый шестой студийный альбом 25 мая 2010 года.

## Talk Show (1997—1998) и Army of Anyone (2006—2007)

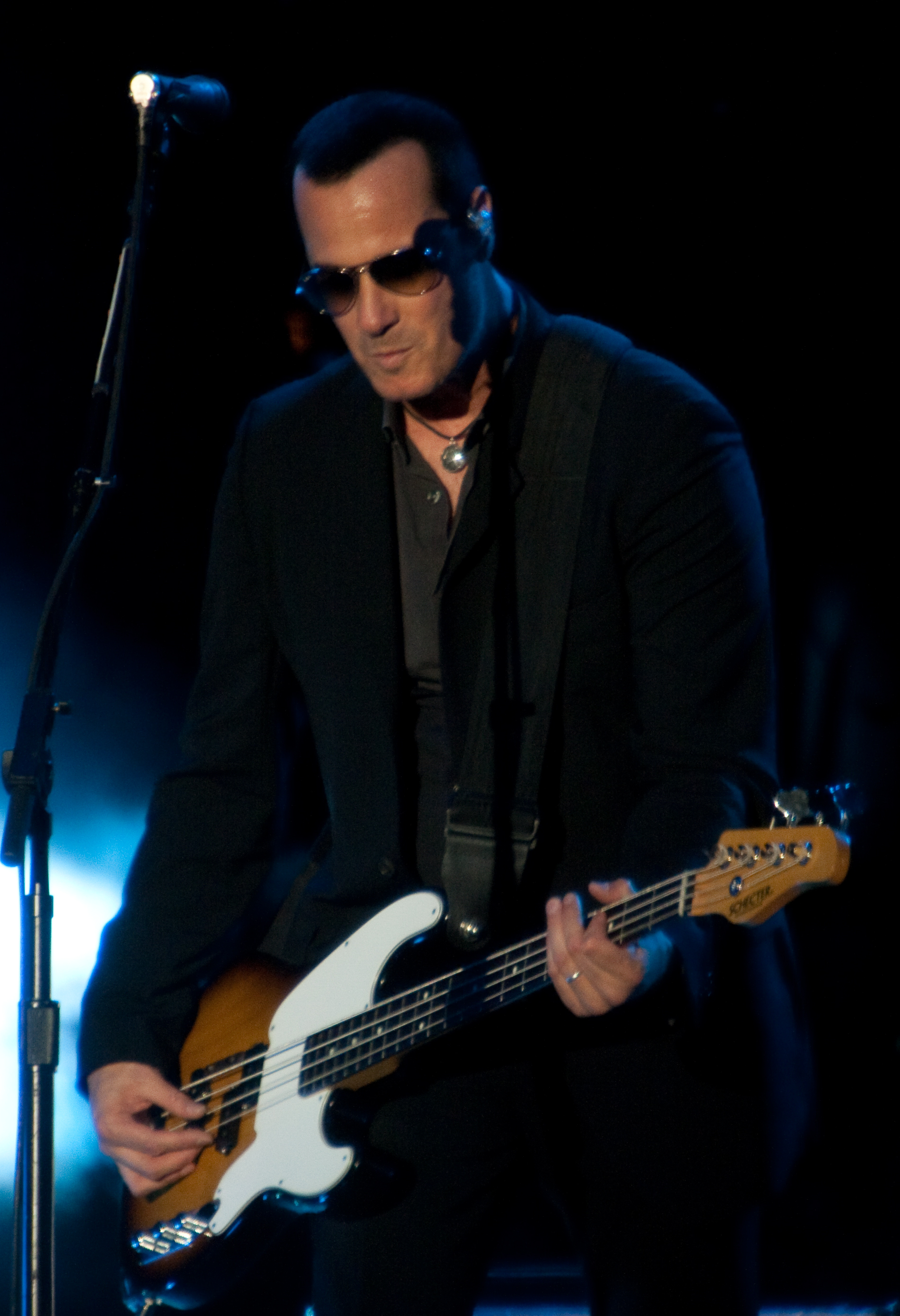
Роберт на Bluesfest 2009 в Оттаве

Во время перерыва в работе Stone Temple Pilots в 1997 году в связи с проблемами Скотта с законом, Роберт, его брат Дин, и Кретц вместе с вокалистом Дэйвом Коуттсом из Ten Inch Men образовали группу Talk Show. Скотт в это время отправился в реабилитационную клинику и выпустил сольный альбом. Выпущенный в 1997 году на Atlantic Records, альбом Talk Show поднялся до 131 строки в Billboard 200, что означало коммерческий провал. Дэйв Коуттс был уволен, и группа распалась.
После распада Stone Temple Pilots в 2003 году Роберт и Дин присоединились к фронтмену Filter Ричарду Патрику и ударнику Рэю Лузье и сформировали Army of Anyone. Члены группы встретились после того, как Патрик связался с братьями Делео для написания материала для четвёртого альбома Filter. Одноименный альбом группы был выпущен 14 ноября 2006 года. Критики назвали альбом успешным, а некоторые пошли так далеко, что пометили альбом как один из лучших в году. Роберт подвел итоги своего звука в альбоме следующим образом:

Я как бы совместил бас-наработки с наработками на гитаре, чтобы достичь своего особого звука—Я реально помешался! Я все ещё пытаюсь достичь этого звука, я постоянно слышу в голове, как (легенда Motown) Джеймс Джемерсон играет с Джоном Энтвислом или с Крисом Сквайром — вот такое звучание. Так что это «агрессивный фанк». Звук в этом альбоме — лучший из всего, каких я добивался.
— Роберт Делео, интервью Guitar World
Тем не менее, Army of Anyone закончили «бессрочным отпуском» в 2007 году, после разочаровывающих продаж альбома и возвращения Ричарда Патрика в Filter.

## Оборудование и стиль
Роберт известен частым использованием бас-гитар Schecter, хотя он также использует и другие инструменты во время записи. Делео — бывший сотрудник компании Schecter и сам сделал прототип того, что позже стало его инструментом. Schecter Model T был его главным инструментом во время пребывания в STP. Варианты этой бас-гитары включают 5-струнную модель, а также несколько различных пикап-конфигураций.
В клипе Army of Anyone Goodbye Роберт Делео играет на басу Rickenbacker.
Он известен своим гладким стилем игры, с влиянием джаза, ритм-энд-блюза 1960-х годов и хард-рока, это создаёт отличительный тон. Больше всего на него повлиял легендарный бас-гитарист Джеймс Джемерсон, а также Джон Энтвисл из The Who, Рокко Престиа из Tower of Power, Крис Сквайр из Yes, и Джон Пол Джонс из Led Zeppelin. Роберт известен как создатель риффов, он создал большинство риффов для Stone Temple Pilots, написал и организовал большинство песен группы. Он также использует педаль Wah-wah для изменения своего тона (например, в песне STP Vasoline). Он в основном использует усилители Marshall и Fender, иногда пользуется старинными Ampeg.